# Epinglé
Epinglé – rodzaj poprzecznie prążkowanej tkaniny. Stosuje się splot rypsowy, aby uzyskać relief tkaniny. Epinglé wykorzystuje się jako tkaninę dekoracyjną na obiciach meblowych.